# Sotnia (UPA)
Sotnia – samodzielny pododdział wojska. Nazwa wywodzi się od 100 żołnierzy (ros. setka, secina). 
Sotnia była podstawową jednostką organizacyjną UPA w okresie walk partyzanckich (1942–56). Wielkością i organizacją w przybliżeniu odpowiadała kompanii, dzieliła się na  3–4 czoty (pluton) po 30–50 ludzi, te na roje (drużyna) po 10–12 ludzi, a roje na łanki (sekcje) 5–6 ludzi. Przy każdej sotni działał rój żandarmerii polowej.
Kilka sotni tworzyło  kureń (batalion). 
Sotnie zwyczajowo przyjmowały nazwy od pseudonimów swoich dowódców, posiadały jednak również oznaczenia literowo-liczbowe (np. U-1, U-2 itp.), różne dla różnych kureni (U-Udarnyky, M-Mesnyky).

## Przykłady sotni
- sotnia Bira
- sotnia Burłaki